# Делміта (Техас)
Делміта (англ. Delmita) — переписна місцевість (CDP) в США, в окрузі Старр штату Техас. Населення — 186 осіб (2020).

## Географія
Делміта розташована за координатами 26°41′7″ пн. ш. 98°25′23″ зх. д. / 26.68528° пн. ш. 98.42306° зх. д. (26.685150, -98.423067).  За даними Бюро перепису населення США в 2010 році переписна місцевість мала площу 8,08 км², уся площа — суходіл.

## Демографія
Згідно з переписом 2010 року, у переписній місцевості мешкало 216 осіб у 79 домогосподарствах у складі 47 родин. Густота населення становила 27 осіб/км².  Було 98 помешкань (12/км²).
Расовий склад населення:
| - 90,7 % — білих - 0,5 % — корінних американців - 6,9 % — осіб інших рас |

До двох чи більше рас належало 1,9 %. Частка іспаномовних становила 93,5 % від усіх жителів.
За віковим діапазоном населення розподілялося таким чином: 30,1 % — особи молодші 18 років, 53,7 % — особи у віці 18—64 років, 16,2 % — особи у віці 65 років та старші. Медіана віку мешканця становила 37,6 року. На 100 осіб жіночої статі у переписній місцевості припадало 92,9 чоловіків;  на 100 жінок у віці від 18 років та старших — 84,1 чоловіків також старших 18 років.
За межею бідності перебувало 29,6 % осіб, у тому числі 47,8 % дітей у віці до 18 років та 45,0 % осіб у віці 65 років та старших.
Цивільне працевлаштоване населення становило 24 особи. Основні галузі зайнятості: освіта, охорона здоров'я та соціальна допомога — 45,8 %, транспорт — 37,5 %, публічна адміністрація — 8,3 %, мистецтво, розваги та відпочинок — 8,3 %.